# Curicica
Curicica est un quartier de la zone ouest de la ville de Rio de Janeiro, au Brésil.

## Présentation
Curicica est un quartier de classe moyenne-populaire, avec un IDH de 0,828 en 2000, se classant ainsi 71e au classement des quartiers les plus développés de Rio. Ses quartiers voisins sont Jacarepaguá et Taquara. 
Le quartier concentre notamment un centre de production de la première chaîne de télévision brésilienne, la Rede Globo. Le centre, appelé Projac pour Projeto Jacarepaguá et créé en 1995 est considéré comme le plus grand complexe de production télévisuelle d'Amérique latine avec près de 400 000 mètres carrés de zone construite et près de 1,6 million de mètres carrés de zone totale exploitable. Le quartier possède par ailleurs sa propre école de samba, GRES União do Parque Curicica, qui participe au carnaval de Rio sous les couleurs bleu, rouge et blanc.